# League of Legends EMEA Championship
Il League of Legends EMEA Championship (abbreviato LEC; in precedenza European League of Legends Championship Series e League of Legends European Championship) è il campionato eSport professionistico di League of Legends gestito da Riot Games nella regione EMEA (Europa, Medio Oriente e Africa), in cui competono dieci diverse squadre. Ogni stagione annuale è divisa in tre diversi Split: Winter, Spring e Summer. Alla fine dei diversi split, le squadre più performanti si qualificano per i vari eventi internazionali organizzati da Riot Games: al First Stand Tournament partecipa la squadra vincitrice del Winter Split; al Mid-Season Invitational (MSI) accedono le prime due squadre dello Spring Split; al League of Legends World Championship partecipano le prime tre squadre del Summer Split. Il LEC rappresenta il livello più alto di gioco di League of Legends nella regione EMEA.
Ad eccezione di alcuni eventi itineranti, tutte le partite del campionato si giocano dal vivo alla Riot Games Arena di Adlershof, Berlino. Oltre a un piccolo pubblico presente in studio, tutte le partite vengono trasmesse in streaming in diverse lingue su Twitch e YouTube, attirando regolarmente 300 000 spettatori.
La popolarità e il successo del LEC hanno attirato una notevole attenzione da parte dei media. Il 30 settembre 2016, il Senato francese ha adottato all’unanimità l’ultima versione della Loi pour une République numérique, migliorando significativamente il processo di visto per i giocatori LEC e gli atleti di eSport in generale, fornendo un quadro giuridico ai contratti di eSport, introducendo meccanismi per garantire il pagamento dei premi in denaro, specificando i diritti per gli atleti di eSport minorenni e altro ancora. Pochi mesi prima, anche la Francia stessa aveva introdotto una propria federazione di eSport: France Esports, un organo rappresentativo degli eSport nei confronti del governo con la funzione «partner del Comitato olimpico e sportivo nazionale francese per tutte le questioni relative al riconoscimento degli sport elettronici come sport a sé stante». Il LEC è attualmente sponsorizzato da LG Ultragear, Kia, Red Bull, ed Erste Group.
Fnatic è l'unica squadra rimasta ad aver giocato in ogni Split sin dal primo Spring Split del 2013. G2 Esports è il team più titolato, con sedici vittorie in totale.